# Bastionul Funarilor din Brașov

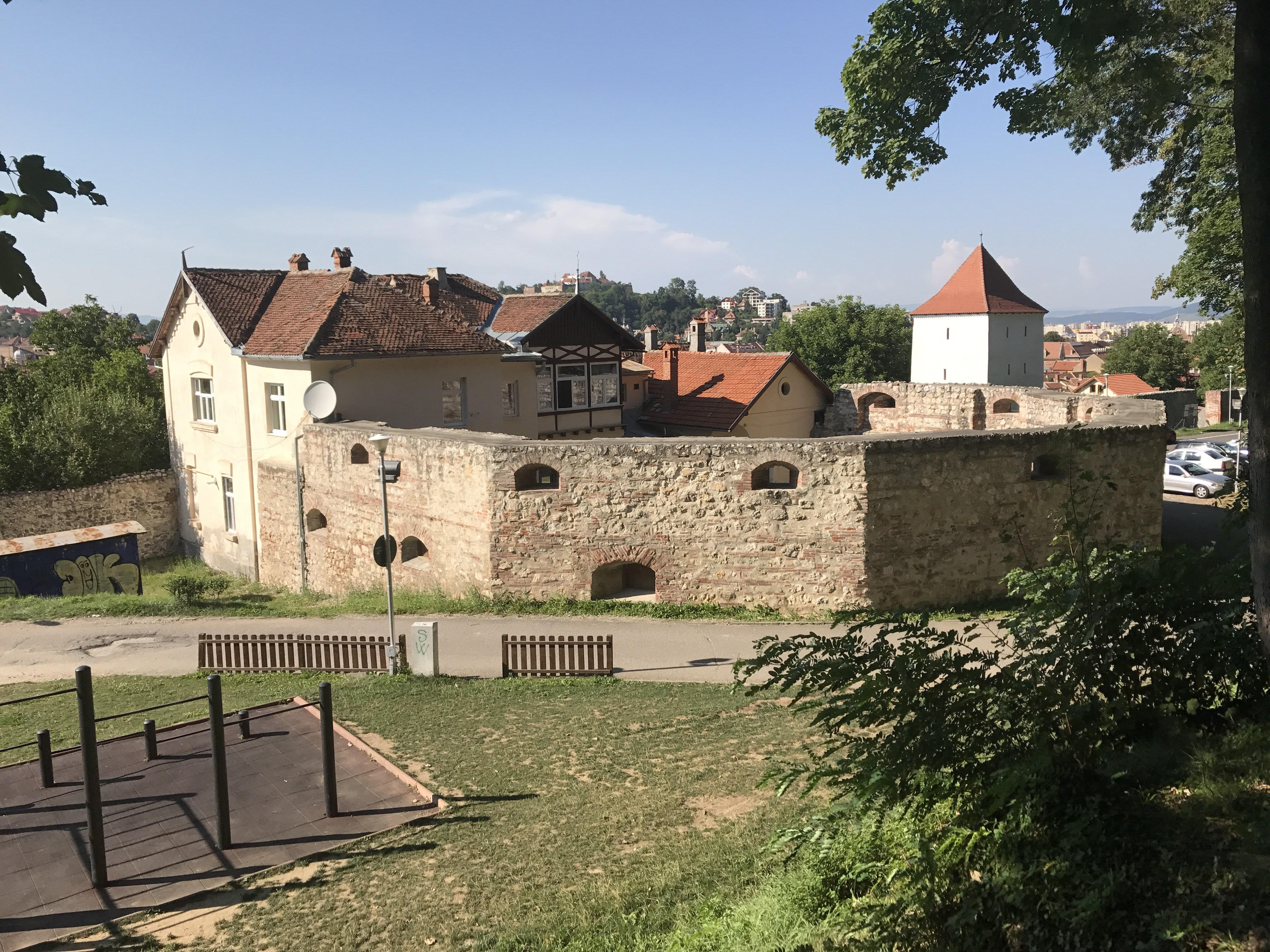
Bastionul Funarilor, cu casa adiacentă

Bastionul Funarilor (sau Frânghierilor) din Brașov este primul bastion menționat în documente, la 1416. De formă hexagonală, bastionul avea inițial 10-12 m în înălțime și era dotat cu guri de tragere pentru piese mobile. Arcurile plate din cărămidă, ale căror urme se mai văd și astăzi, au fost construite ceva mai târziu. Bastionul a avut de suferit din pricina incendiilor de la 1461 și 1689, cel din urmă provocând grave distrugeri asupra arhitecturii inițiale. Refăcut, bastionul Funarilor a slujit drept depozit pentru materiale. Casa, care se vede și astăzi, a fost construită în 1794 de breasla care avea în stăpânire fortificația. În 1894 bastionul a fost vândut pentru 2.000 de florini, sumă importantă la acea vreme. A fost renovat în 2006.